# Тараво
Тараво (фр. Taravo) — река во Франции, на острове Корсика. Длина реки — около 66 км, площадь водосборного бассейна — 331 км².
Источник находится к северу от горы Монте-Гросу на высоте почти 1580 метров над уровнем моря. Далее река протекает преимущественно в юго-западном направлении, после чего впадает в Средиземное море.
Река с зимним паводком, с декабря по март включительно максимум в январе-феврале. Самый низкий уровень воды в реке летом, в период с июля по сентябрь включительно.